# Favorite Girl
Favorite Girl è un singolo promozionale del cantante canadese Justin Bieber, estratto come singolo promozionale dall'album My World il 2 novembre 2009.

## Classifica
| Classifica (2009) | Posizione massima |
| ----------------- | ----------------- |
| Australia         | 92                |
| Canada            | 15                |
| Regno Unito       | 76                |
| Stati Uniti       | 26                |